# Norra klobbarna
Norra klobbarna är skär i Åland (Finland). De ligger i Skärgårdshavet och i kommunen Vårdö i landskapet Åland, i den sydvästra delen av landet. Öarna ligger omkring 43 kilometer nordöst om Mariehamn och omkring 250 kilometer väster om Helsingfors.
Arean för den av öarna koordinaterna pekar på är 1,1 hektar och dess största längd är 250 meter i sydöst-nordvästlig riktning. Trakten är glest befolkad. Närmaste större samhälle är Vårdö, 14,1 km söder om Norra klobbarna.

## Klimat
Klimatet i området är tempererat. Årsmedeltemperaturen i trakten är 6 °C. Den varmaste månaden är augusti, då medeltemperaturen är 16 °C, och den kallaste är februari, med −2 °C.